# Yerkish
Yerkish je umjetni jezik kojeg se razvilo kako bi ga mogli rabiti primati. U yerskishu se od primata zahtijeva uporaba tipkovnice tipkanjem po tipkama sa simbolima koji se odnose na objekte ili zamisli.
Razvili su ga Duane Rumbaugh i Sue Savage-Rumbaugh s Georgijsko državnog sveučilišta, dok su radili s primatima u Nacionalnom središtu za istraživanje primata Yerkes u Atlanti, u američkoj saveznoj državi Georgiji. 